# Jamie Lawson
Jamie Lawson (* 1. Dezember 1975 in Plymouth) ist ein englischer Singer-Songwriter, der seit den 1990er Jahren in Irland lebt. Nach ersten kommerziellen Erfolgen Anfang der 2010er in seiner Wahlheimat, verhalf ihm ein Plattenvertrag mit dem Label von Ed Sheeran 2015/16 zu einem internationalen Erfolg mit dem Song Wasn’t Expecting That und dem nach ihm benannten Album.

## Biografie
Jamie Lawson wuchs in seiner Geburtsstadt Plymouth auf und begann mit acht Jahren mit dem Gitarrespielen. Während der Schulzeit spielte er in Coverbands und mit 17 ging er als Pubmusiker nach Irland. Ganze elf Jahre dauerte es bis zur Veröffentlichung seines Debütalbums Last Night Stars im Jahr 2003. Weitere sieben Jahre vergingen bis mit The Pull of the Moon Album Nummer zwei erschien. Zu einem Lied darauf, Wasn’t Expecting That, hatte er auch ein Video online gestellt, das 2011 vom Sender Today FM entdeckt und gespielt wurde. Daraufhin kam das Lied in die irischen Charts und erreichte dort Platz 3. Auch das Album kam in die Charts, noch erfolgreicher war aber ein sofort nachgeschobenes Album, das nach dem Singlehit benannt wurde. Es erreichte Platz 11 in Irland. Doch weder gelang es Lawson, den Erfolg auch in seine Heimat Großbritannien zu übertragen, noch konnte er in Irland an den Erfolg anknüpfen.
Erst 2015 gelang ein zweiter Anlauf. Ed Sheeran hatte nach seinem großen Erfolg in diesem Jahr ein eigenes Label mit dem Namen Gingerbread Records gegründet und nahm dort als ersten Interpreten Jamie Lawson unter Vertrag. Bereits im April wurde Wasn’t Expecting That auf dem australischen Markt getestet und erreichte wie vier Jahre zuvor in Irland auch dort Platz 3. Außerdem wurde es mit Doppelplatin ausgezeichnet. Anfang Oktober erschien das Lied dann in Großbritannien und stieg bis Platz 6. Wenig später folgte das Album Jamie Lawson. Es stieg auf Platz 1 der UK-Charts ein und erreichte in Australien und Irland die Top 5. Auch in den US-Albumcharts konnte es sich platzieren, aber es hielt sich nur eine Woche. Anfang 2016 wurde Wasn’t Expecting That auch in weiteren europäischen Ländern veröffentlicht und kam unter anderem in Deutschland in die Charts. Für das Lied erhielt er als Songwriter 2016 den Ivor Novello Award.
Nach dem internationalen Erfolg wurde es wieder ruhig um ihn. Mit dem Nachfolgealbum Happy Accidents schaffte er es 2017 noch einmal in die britischen Charts, das Album The Years in Between verpasste aber zwei Jahre später eine Platzierung.

## Diskografie
Alben
- 2003: Last Night Stars
- 2010: The Pull of the Moon
- 2011: Wasn’t Expecting That
- 2015: Jamie Lawson
- 2017: Happy Accidents
- 2019: The Years in Between

EPs
- 2002: The Small Wish
- 2002: The Kitchen Songs
- 2008: Real Thing
- 2013: Between Each Breath
- 2020: Moving Images
- 2020: Talking Pictures

Singles
- 2003: Heal a Bone
- 2003: It’s Over
- 2010: The Last Time
- 2010: But Love Me / Oh, What a Foolish Me
- 2011/2015: Wasn’t Expecting That
- 2011: Lucy Rocks
- 2015: Ahead of Myself
- 2015: Cold in Ohio
- 2016: Don’t Let Me Let You Go
- 2016: Someone for Everyone
- 2017: Can’t See Straight
- 2017: A Little Mercy
- 2017: Footprints in the Snow
- 2018: Testify
- 2019: The Answer
- 2019: Where Have All the Good Vibrations Gone? (Live Acoustic Mix) (feat. Turin Brakes)
- 2019: Use Somebody
- 2020: She Sings for Me
- 2020: All Because of You
- 2021: A Case of You
- 2021: Freedom
- 2022: The Scientist
- 2023: Napoleon Dynamite

## Auszeichnungen für Musikverkäufe
| Goldene Schallplatte - Neuseeland - 2024: für das Album Jamie Lawson Platin-Schallplatte - Dänemark - 2023: für die Single Wasn’t Expecting That - Neuseeland - 2015: für die Single Wasn’t Expecting That | 2× Platin-Schallplatte - Australien - 2015: für die Single Wasn’t Expecting That |

Anmerkung: Auszeichnungen in Ländern aus den Charttabellen bzw. Chartboxen sind in ebendiesen zu finden.
| Land/RegionAuszeichnungen für Musikverkäufe (Land/Region, Auszeichnungen, Verkäufe, Quellen) | Gold     | Platin     | Verkäufe | Quellen              |
| -------------------------------------------------------------------------------------------- | -------- | ---------- | -------- | -------------------- |
| Australien (ARIA)                                                                            | —        | 2× Platin2 | 140.000  | aria.com.au          |
| Dänemark (IFPI)                                                                              | —        | Platin1    | 90.000   | ifpi.dk              |
| Deutschland (BVMI)                                                                           | Gold1    | —          | 200.000  | musikindustrie.de    |
| Neuseeland (RMNZ)                                                                            | Gold1    | Platin1    | 22.500   | radioscope.co.nz NZ2 |
| Österreich (IFPI)                                                                            | Gold1    | —          | 15.000   | ifpi.at              |
| Vereinigtes Königreich (BPI)                                                                 | Gold1    | Platin1    | 700.000  | bpi.co.uk            |
| Insgesamt                                                                                    | 4× Gold4 | 5× Platin5 |          |                      |